# Giuseppe Vayra
Giuseppe Silvestro Vayra (Cherasco, 31 dicembre 1813 – Cherasco, 26 ottobre 1882) è stato un militare italiano.
Nel 1836 è stato il primo bersagliere italiano e primo militare a indossare l'uniforme concepita da La Marmora. È in suo onore che il cappello piumato dei bersaglieri viene in gergo chiamato Vaira.

## Biografia
Giuseppe Silvestro Vayra nacque il 31 dicembre 1813 a Cherasco. Nel 1830, a soli 16 anni, si arruola per il servizio di leva militare come volontario nei ranghi dei Granatieri Guardie.
Il 18 giugno 1836, da sergente furiere, accompagna il capitano Alessandro La Marmora con il compito di indossare, per primo, l'uniforme dei bersaglieri al cospetto del re Carlo Alberto di Savoia perché venisse approvata insieme alla richiesta di dar vita a una prima compagnia di bersaglieri dell'Armata Sarda.
Partecipa a partire dal 1848 a tutte e tre le guerre d'indipendenza italiane, prendendo parte anche alla presa di Perugia il 14 settembre 1860 e all'Assedio di Gaeta a novembre dello stesso anno. In questo periodo guadagnana due medaglie d'argento al valor militare, venendo promosso tenente nel 1849 e capitano nel 1859 e infine Maggiore.
Nel 1866 con il grado di Tenente Colonnello lascia il corpo dei bersaglieri per tornare al 4º Reggimento granatieri. Dopo il suo congedo si è ritirato dapprima a Torino per poi fare ritorno a Cherasco. Muore e viene sepolto nella sua città natale il 26 ottobre 1882, all'età di 68 anni. La causa della morte è probabilmente da attribuire al colera. Nell'iscrizione tombale si cita infatti il "repentino morbo".

## Museo
Il Palazzo Gotti di Salerano di Cherasco, dove Vayra ha trascorso gli ultimi anni di vita, nel 1908 è stato trasformato nel Museo Civico G.B. Adriani. In una sala a lui dedicata, denominata Sala Vayra sono custodite le sue decorazioni e alcuni suoi cimeli.